# Vyžice
Vyžice (en allemand : Wischitz) est une commune du district de Chrudim, dans la région de Pardubice, en République tchèque. Sa population s'élevait à 216 habitants en 2022.

## Géographie
Vyžice se trouve à 5 km au sud-ouest du centre de Heřmanův Městec, à 13 km à l'ouest-sud-ouest de Chrudim, à 17 km au sud-ouest de Pardubice et à 87 km à l'est-sud-est de Prague.
La commune est limitée par Načešice à l'ouest et au nord, par Kostelec u Heřmanova Městce à l'est et par Míčov-Sušice au sud.

## Histoire
La première mention écrite de la localité date de 1229.

## Administration
La commune se compose de deux sections :
- Vyžice
- Slavkovice

## Transports
Par la route, Vyžice se trouve à 5 km de Heřmanův Městec, à 14 km de Chrudim, à 21 km de Pardubice et à 114 km de Prague. 